# 成隆寺

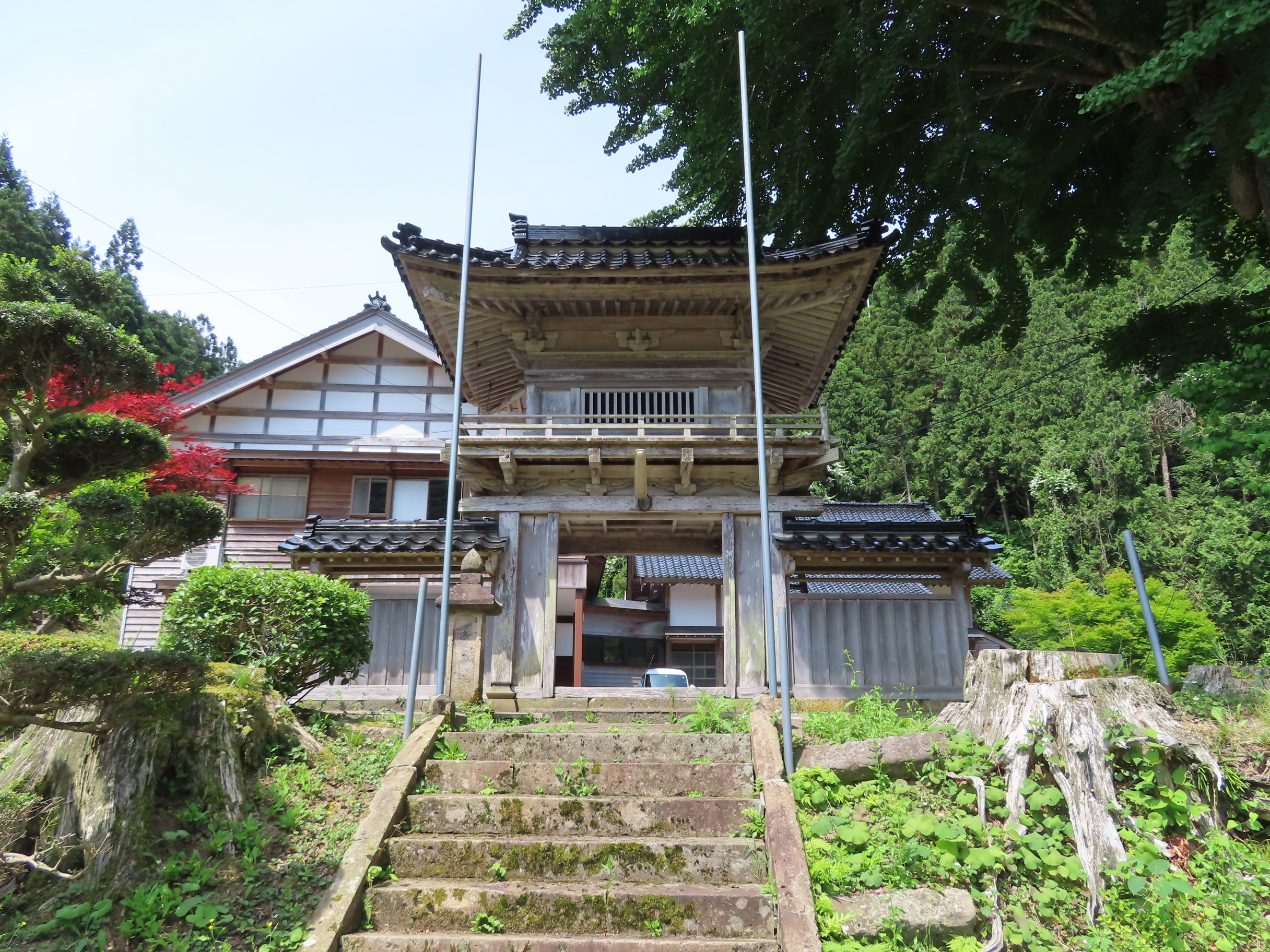
外観（2023年6月）

成隆寺（じょうりゅうじ）は、石川県輪島市別所谷町にある日蓮宗の寺院。山号は妙法山。旧本山は滝谷妙成寺、通師法縁。長谷川宗清作の絹本著色日蓮聖人像（輪島市指定文化財）を所蔵する。

## 歴史
- 永仁元年（1293年）佐渡島からの帰途能登に滞在した日像菩薩が輪島の田中郷に於いてもと真言宗の宝樹坊の住持（のちの日円）と法談し、寺号を現在のものに改め日蓮宗とした。

## 参考資料
- 中日新聞 2017年1月20日
- 北国新聞 2010年2月22日
- 日蓮宗寺院大鑑編集委員会『宗祖第七百遠忌記念出版 日蓮宗寺院大鑑』大本山池上本門寺 (1981年) 666頁参照

座標: 北緯37度20分13.6秒 東経136度52分10.5秒 / 北緯37.337111度 東経136.869583度